# RapeLay
RapeLay (яп. レイプレイ Рэйпурэй) — трёхмерная эротическая компьютерная игра японской студии Illusion Soft. Получила скандальную известность благодаря тому, что магазин Amazon.com вынужден был изъять из оборота этот симулятор изнасилования из-за его крайней жестокости. В частности, критике подверглось изображение в игре беременности и аборта: если девушка беременеет по ходу сюжета, игрок обязан вынудить её совершить аборт. Группа активистов в обращении к премьер-министру Японии заявила о протесте, связанным с нарушением Конвенции о ликвидации всех форм дискриминации в отношении женщин. У игры нашлись и сторонники, которые упоминают тот факт, что изнасилование — не столь серьёзное преступление, как убийство, однако, существует огромное количество игр, где единственной целью является убийство врагов. Несмотря на это, критика мирового и японского сообщества привела к полному запрету на продажи RapeLay.

## Игровой процесс
RapeLay разыгрывается с точки зрения тикана по имени Масая Кимура, который преследует и впоследствии насилует семью Кирю (мать и двух ее дочерей).

## Сюжет
В сюжетном режиме игрок управляет сексуальным преступником. Главный герой совершает сексуальное насилие над двумя несовершеннолетними и взрослой женщиной в составе 12-летней Манаки, 42-летней Юко и 17-летней Аои. После того, как игрок закончит насиловать всех трех женщин, разблокируется режим свободной игры.
Аой Кирю застаёт Масая Кимуру лапающим женщину в поезде метро, что приводит к его аресту властями. На следующее утро Аой и ее младшая сестра Манака помогают своей матери, Юко, найти кошелек, который она потеряла около их дома, рассказывая об инциденте с Аои накануне. Неизвестный им Кимура тайно подслушивает их разговор, ожидая снаружи их дома. Здесь выясняется, что его отцу, известному влиятельному политику, удалось освободить его из-под стражи. Когда Кимура обнаруживает, что Юко овдовела, он решает отомстить, начиная с Манаки.
Проследовав за Манакой до станции метро, он щупает ее в поезде. Выйдя из поезда на следующей остановке, он заманивает Манаку в общественный туалет, насилует ее и фотографирует ее обнаженное, покрытое спермой тело на свой мобильный телефон. Масая приказывает Манаке притвориться больной и оставаться в своей комнате на следующий день.
На следующий день Масая следует за Юко от ее дома до метро, прежде чем ласкать ее в поезде. Затем он следует за ней в городской парк. Следуя указаниям Масая, Манака звонит Юко на ее мобильный телефон, говоря ей, что она находится в кустах в парке. Когда Юко направляется к кустам, Масая устраивает ей засаду, связывает и насилует. Фотографирует, как делал это с Манакой ранее, прежде чем передать ее своей банде приспешников, которые задерживают ее для него.
На третий день Масая следует за Аои в метро и показывает ей фотографию её связанной матери. Потрясенная, она может только следовать его приказам, когда он лапает ее в поезде. Сойдя с поезда, она спрашивает Масая о причинах его действий, и в этот момент она узнает в нем того же мужчину, о котором ранее сообщила за приставание к женщине. Садясь в машину, Масая и его приспешники везут Аоя в отель, принадлежащий его семье. Он жестоко насилует ее в номере мини-люкс и снова фотографирует перед уходом.
После того, как Масая добился своего с Аои, Юко и Манака попадают в комнату через потайную дверь. Когда все трое схвачены, Масая раскрывает свои планы сделать их своими сексуальными рабынями. Юко пытается прикрыть своих дочерей и умоляет его взять ее вместо них. Он обдумывает это и говорит Юко, что может пощадить ее дочерей, если она сможет доказать свою состоятельность. Юко делает ему минет, пока ее дочери смотрят. Когда Масая, кажется, доволен её выступлением, Юко думает, что она завоевала свободу своих дочерей. Однако Масая показывает, что он никогда не передумает и что они все там останутся. В конце концов Юко ломается, следующей ломается Манака и, наконец, Аой. Основная история заканчивается зловещим заголовком, в котором говорится, что с началом нового дня ужас семьи Кирю только начался.

### Концовки
Есть два возможных конца. Независимо от достигнутого финала, это приводит к смерти Масая.
- Черная концовка[7] – Масая оплодотворяет либо Манаку, либо Аои, либо Юко и решает оставить ребенка. Несколько дней спустя Масая находится в метро, когда он падает на железнодорожные пути и погибает под движущимся поездом.
- Красная концовка[7] – Если Аой использует позу наездницы до того, как она сломается, в игре будет показан ролик, в котором Аой размахивает ножом и много раз наносит удар Масая, истерически смеясь. Сцена погружается во тьму, и слышен голос Аой[8]. Игра заканчивается тем, что полиция допрашивает Аой по делу об убийстве Масая.